# Павлик Володимир
Володимир Павлик (Псевдо: «Пік», «Ірка») (* 2 липня 1915, м. Грац, Австрія — † 2 квітня 1947, Магаданська область, Росія) — заступник командира і шеф штабу Воєнної округи УПА «Сян».

## Життєпис

Під час служби в ДУН

Народився 2 липня 1915 в австрійському місті Грац.
Закінчив Перемиську гімназію, продовжував навчання у Львівській Політехніці та Львівському університеті.
Член ОУН з 1934 року, окружний провідник Перемищини у 1938. 
Вояк Карпатської Січі на початку 1939. У 1941 році старшина легіону «Нахтігаль», згодом командир 4-ї сотні батальйону №201 (1941-12.1942)
З березня по грудень 1944 року заступник командира і шеф штабу Воєнної округи УПА «Сян». 
Заарештований більшовиками у Мостиському районі Львівщини у 1945. В'язень таборів ГУЛАГу, де і помер навесні 1947 року.